# Hans Modrow
Pour les articles homonymes, voir Modrow.
Hans Modrow, né le 27 janvier 1928 à Jasenitz en province de Poméranie (aujourd'hui Police en Pologne) et mort le 10 février 2023 à Berlin, est un homme politique est-allemand puis allemand.
Il est président du Conseil des ministres de la République démocratique allemande de novembre 1989 à mars 1990 puis député au Bundestag et au Parlement européen. Il est le président honoraire du Parti du socialisme démocratique, puis président du Conseil des anciens de Die Linke.

## Biographie

### Jeunesse et formation
Après une formation spécialisée d'ajusteur-mécanicien de 1942 à 1945, Hans Modrow est incorporé au Volkssturm à la fin de la Seconde Guerre mondiale et connaît la captivité en URSS ; il y fréquente alors une école antifasciste. Il revient en Allemagne en 1949 et se fixe aux environs de Berlin, en RDA. Il gagne sa vie comme mécanicien dans l’industrie ferroviaire et adhère à la FDJ, puis au SED et au FDGB.
De 1952 à 1953, il fréquente l'École supérieure du Komsomol à Moscou. De 1954 à 1957, il suit à l'École supérieure Karl-Marx du SED des cours par correspondance qui lui valent un diplôme en sciences sociales. De 1959 à 1961, il suit à l'École supérieure d'économie (socialiste) Bruno-Leuschner à Berlin-Est des cours par correspondance qui le conduisent à un diplôme d'économie. En 1966 enfin, il obtient un doctorat d'économie à l'université Humboldt de Berlin-Est.

### Carrière politique
Au sein de la SED, Hans Modrow fait rapidement carrière : en 1954, il devient membre de la direction du district de Berlin de la SED. En 1958, il entre à la Chambre du peuple et y reste jusqu'à la fin de la RDA en 1990. En septembre 1961, il est choisi comme 1er secrétaire de la direction de la SED pour l'arrondissement de Berlin-Köpenick. Il est ensuite secrétaire de la SED pour le district de Berlin, chargé de la propagande. Au Comité central de la SED, dont il est membre de 1967 à 1989, il travaille comme chef du département de la propagande de 1967 à 1973. De 1973 à 1989, il exerce comme Premier secrétaire de district de la SED à Dresde.
En 1975, il reçoit l'ordre du Mérite patriotique de la RDA et, en 1978, l'ordre de Karl-Marx.
Au sein du SED, il compte parmi les réformateurs du système socialiste et éprouve de la sympathie pour Mikhaïl Gorbatchev, sa perestroïka et la glasnost en Union soviétique, ce qui lui vaut d'être surnommé le « Gorbatchev allemand » dans les années 1980.
À partir du 8 octobre 1989, il essaye, de concert avec le maire de Dresde Wolfgang Berghofer, de dialoguer avec le groupe des 20 qui représente l'opposition. Le 13 novembre, il est élu successeur de Willi Stoph au poste de président du Conseil des ministres et forme son cabinet. En novembre 1989, il devient membre du Bureau politique du SED et, en décembre, vice-président du parti, rebaptisé PDS. Le 9 novembre 1989 est marqué par la chute du mur de Berlin. Dans les jours qui suivent, l'économie de la RDA continue de s'effondrer. Il anticipe la désagrégation prochaine de la RDA et tente de sauver le régime en accordant l'ouverture d'un dialogue avec l'opposition. Le 5 février 1990, après une table ronde, il fait entrer au gouvernement des représentants des nouveaux groupes d'opposition en tant que ministres sans portefeuille. C'est ce qu'on appelle le ministère de la responsabilité nationale. Il s'engage à faire de la RDA un véritable État de droit.
Le 7 mars 1990, peu de temps avant les premières élections libres à la Chambre du peuple qui ont lieu le 18 mars, est adoptée la « loi Modrow », qui donne aux citoyens de RDA la possibilité d'acquérir à bon marché les terrains sur lesquels se trouvent leurs maisons. Pour des raisons juridiques (par exemple parce que les propriétaires s'étaient enfuis à l'Ouest), la propriété de la maison et celle du terrain étaient souvent séparées en RDA.
À la suite des élections, il cède la place à Lothar de Maizière.
Après la réunification allemande, à la suite de l'adhésion de la RDA à la République fédérale d'Allemagne, Hans Modrow devient président d'honneur du PDS. En octobre 1990, il est élu député au Bundestag.
En 1994, il est condamné à dix mois de prison avec sursis pour faux témoignage par une commission d'enquête sur les abus de pouvoir commis dans l'ex-Allemagne de l'Est.
Il est ensuite député européen du PDS de 1999 à 2004. De 2007 à 2022, il préside le Conseil des anciens (Ältestenrat) du parti Die Linke,.
Il meurt dans la nuit du 10 au 11 février 2023 à l'âge de 95 ans,.